# Watertoren (Monster)
De watertoren in Monster (op de grens met Den Haag) is ontworpen door architect N. Biezeveld en gebouwd in 1886.
De watertoren heeft een hoogte van 37,80 meter en heeft een waterreservoir van 600 m³. Hij werd gebouwd ten behoeve van de drinkwatervoorziening van Delft. Door de afstand naar Delft bleek de waterdruk te laag te zijn, en werd besloten een watertoren bij Delft te bouwen. In 1922 is de watertoren van Monster overgedragen aan de NV Westlandse Drinkwater Maatschappij. De toren is tot 2002 in gebruik geweest.
Rondom de toren staan diverse gebouwen die nodig zijn om van duinwater, drinkwater te maken. Deze gebouwen zijn grotendeels gerenoveerd. Verder is op het terrein in rond 2007 een onthardingsinstallatie, nieuwe spoelwaterverwerkingsinstallatie en een snelfiltergebouw geplaatst.
Via een fiets- en voetpad kom je bij de strandopgang Watertoren.
De watertoren heeft de status rijksmonument en is intern gerenoveerd.
Alblasserdam ·
Alphen aan den Rijn
(Hoorn ·
Prins Hendrikstraat) ·
Barendrecht ·
Bergambacht ·
Bodegraven ·
Boskoop ·
Boven-Hardinxveld ·
Brielle ·
Delft
(Wateringsevest ·
Stromingslaboratorium ·
Getijmodellaboratorium) ·
Den Haag ·
Dirksland ·
Dordrecht
(Villa Augustus · DuPont) ·
Dubbeldam ·
Gorinchem ·
Gouda ·
's Gravendeel ·
Hazerswoude-Rijndijk ·
Heinenoord ·
Hellevoetsluis ·
Hillegom ·
Hendrik-Ido-Ambacht ·
Katwijk ·
Klaaswaal ·
Krimpen aan de Lek ·
Kwintsheul ·
Leerdam
(1900 ·
1912 ·
1929) ·
Leiden ·
Loosduinen ·
Maassluis ·
Meije ·
Monster ·
Moordrecht ·
Naaldwijk ·
Nieuw-Lekkerland ·
Noordwijk ·
Oud-Beijerland ·
Ouderkerk aan den IJssel ·
Poeldijk ·
Rijsoord ·
Rijswijk
(Jaagpad ·
Sammersweg) ·
Roelofarendsveen ·
Rotterdam
(De Esch ·
Delfshaven ·
IJsselmonde ·
Mallegat ·
Europoort) ·
Sassenheim ·
Schoonhoven ·
Sliedrecht ·
Slikkerveer ·
Strijen ·
Vlaardingen 
(1885 ·
1895 ·
Nieuwe) ·
Voorburg ·
Voorschoten ·
Wassenaar ·
Zoetermeer ·
Zuidzijde ·
Zwijndrecht